# Rodopi (Regionalbezirk)
Rodopi (griechisch Περιφερειακή Ενότητα Ροδόπης Periferiakí Enótita Rodópis) ist einer der sechs Regionalbezirke der griechischen Region Ostmakedonien und Thrakien. Er ist der einzige griechische Regionalbezirk, in dem die Angehörigen der muslimischen Minderheit Griechenlands (vorwiegend Türken und bulgarischsprachige Pomaken) mit rund 55 Prozent die Mehrheit der Bevölkerung stellen. Bis 1994 bildete er eine Präfektur, die einen eigenen Präfekturrat wählte. Durch die Zusammenlegung mit der Präfektur Evros zu den Präfekten-Wahlen 1994 wurde mit der Über-Präfektur Rodopi-Evros ein Gebiet geschaffen, in dem die Bevölkerungsmehrheit nicht muslimisch ist. Mit der Verwaltungsreform 2010 wurde die Präfektur abgeschafft und ihre Kompetenzen wurden teils an die Region und teils an die durch Zusammenlegung erheblich vergrößerten Gemeinden abgegeben. Der Regionalbezirk entsendet acht Abgeordnete in den Regionalrat; er hat ansonsten keine politische Bedeutung.
Hauptort Rodopis ist die Stadt Komotini; sie ist zugleich auch die größte Stadt in dem Gebiet. Rodopi umfasst außerdem die Gemeinden Arriana, Iasmos und Maronia-Sapes.

## Geografie und Infrastruktur

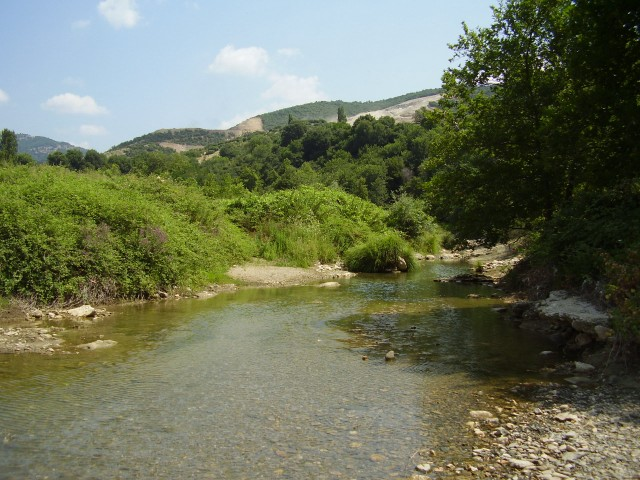
Fluss am Rand der Ortschaft Pandrossos

Rodopi liegt an der Ägäis und grenzt an den Regionalbezirk Xanthi im Westen und an Evros im Osten. Im Norden grenzt Rodopi an den bulgarische Oblast Kardschali. Rodopi ist durch die Autobahn 2 sowie eine Fernbahnlinie erschlossen. 
Ausschließlich in Rodopi wird der Wein Ismarikos (französisch Vin régional d'Ismaros) erzeugt.

## Geschichte
Der Regionalbezirk ist nach den Rhodopen (griech. Rodopi) benannt, einem bewaldeten Rumpfgebirge. Die Rhodopen galten als sagenhafte Heimat des Sängers Orpheus. 
Nach den Balkankriegen von 1912–13 wurde die Region Teil Bulgariens. Nach dem Griechisch-Türkischen Krieg wurde die Präfektur im Lausanner Vertrag 1923 Griechenland zugesprochen. Sie wurde zur neuen Heimat vieler griechischer Vertriebener, die nach diesem Vertrag Gebiete in der Türkei (u. a. Ostthrakien) verlassen mussten. Die nicht-muslimische bulgarische Bevölkerung hingegen musste diese Gebiete räumen. Während des Zweiten Weltkrieges fiel Rodopi in die bulgarische Besatzungszone und wurde von Bulgarien annektiert. Dies wurde 1945 rückgängig gemacht.